# NGC 6849
NGC 6849 ist eine linsenförmige Galaxie vom Hubble-Typ E/SB0 im Sternbild Schütze am Südsternhimmel. Sie ist schätzungsweise 270 Millionen Lichtjahre von der Milchstraße entfernt.
Das Objekt wurde am 4. September 1834 von dem Astronomen John Herschel mit seinem 18,7-Zoll-Spiegelteleskop entdeckt und später von Johan Dreyer in seinen New General Catalogue aufgenommen.